# Ismaelita
Con ismaelita si indica un membro della stirpe di Ismaele, figlio di Abramo e della schiava Agar.
Secondo l'Antico testamento, dopo la nascita di Isacco dalla moglie Sara, Abramo allontana la schiava Agar/Hāgar e il loro figlio Ismaele, che finiscono per ritirarsi nel deserto di Paran. 
Per questa ragione Ismaele è considerato il capostipite della stirpe araba, detta anche "ismaelita" (da non confondere perciò con la corrente ismailita dell'Islam sciita).